# Diceratias pileatus
Diceratias pileatus är en fiskart som beskrevs av Uwate, 1979. Diceratias pileatus ingår i släktet Diceratias och familjen Diceratiidae. Inga underarter finns listade i Catalogue of Life.